# Юпитер-квартет
Юпитер-квартет (англ. Jupiter Quartet) — американский струнный квартет, базирующийся в Бостоне. Был образован в 2001 г. студентами Кливлендского института музыки — скрипачами Нельсоном Ли и Меган Фрайфогель, мужем Меган виолончелистом Дэниелом Макдонахом, а также сестрой Меган, альтисткой Лиз Фрайфогель, учившейся в Оберлинском колледже. В дальнейшем все четверо, уже как музыканты квартета, завершили своё музыкальное образование в Консерватории Новой Англии. Название квартета, как поясняет его официальный сайт, выбрано просто в честь самой большой планеты Солнечной системы. Творческими ориентирами для музыкантов квартета, по их утверждению, являются Кливлендский квартет и Квартет Такача.
Юпитер-квартет является обладателем ряда премий и грантов, из которых наиболее существенное достижение — Премия Кливлендского квартета, одна из наиболее значительных американских музыкальных наград для ансамблистов, которой квартет удостоен в 2007 г. В том же году был выпущен первый диск квартета, включающий произведения Дмитрия Шостаковича и Бенджамина Бриттена.

## Состав
Первая скрипка:
- Нельсон Ли

Вторая скрипка:
- Меган Фрайфогель

Альт:
- Лиз Фрайфогель

Виолончель:
- Дэниел Макдонах